# Brachythecium glareosum
Brachythecium glareosum là một loài Rêu trong họ Brachytheciaceae. Loài này được (Bruch ex Spruce) Schimp. mô tả khoa học đầu tiên năm 1853.

## Hình ảnh

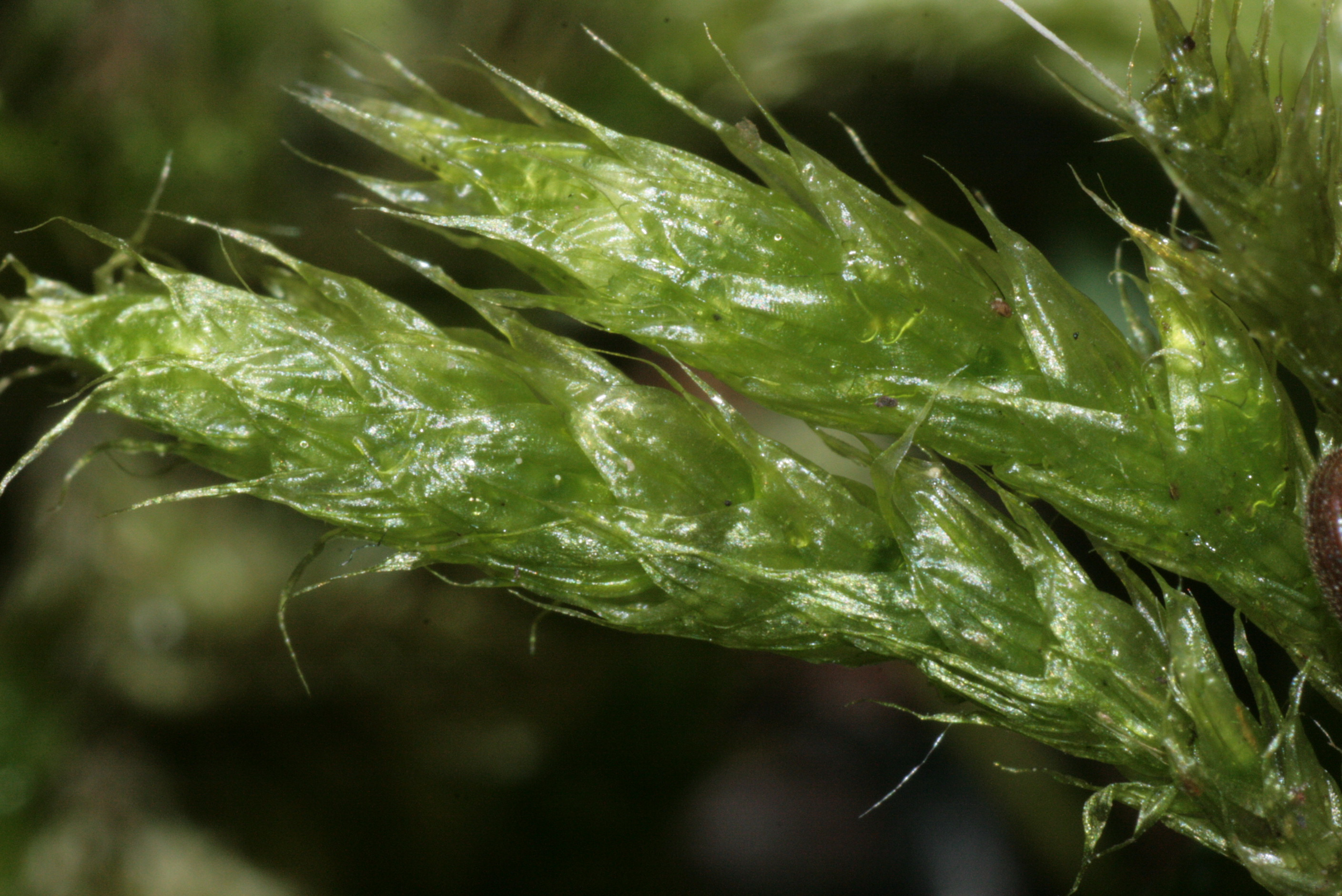
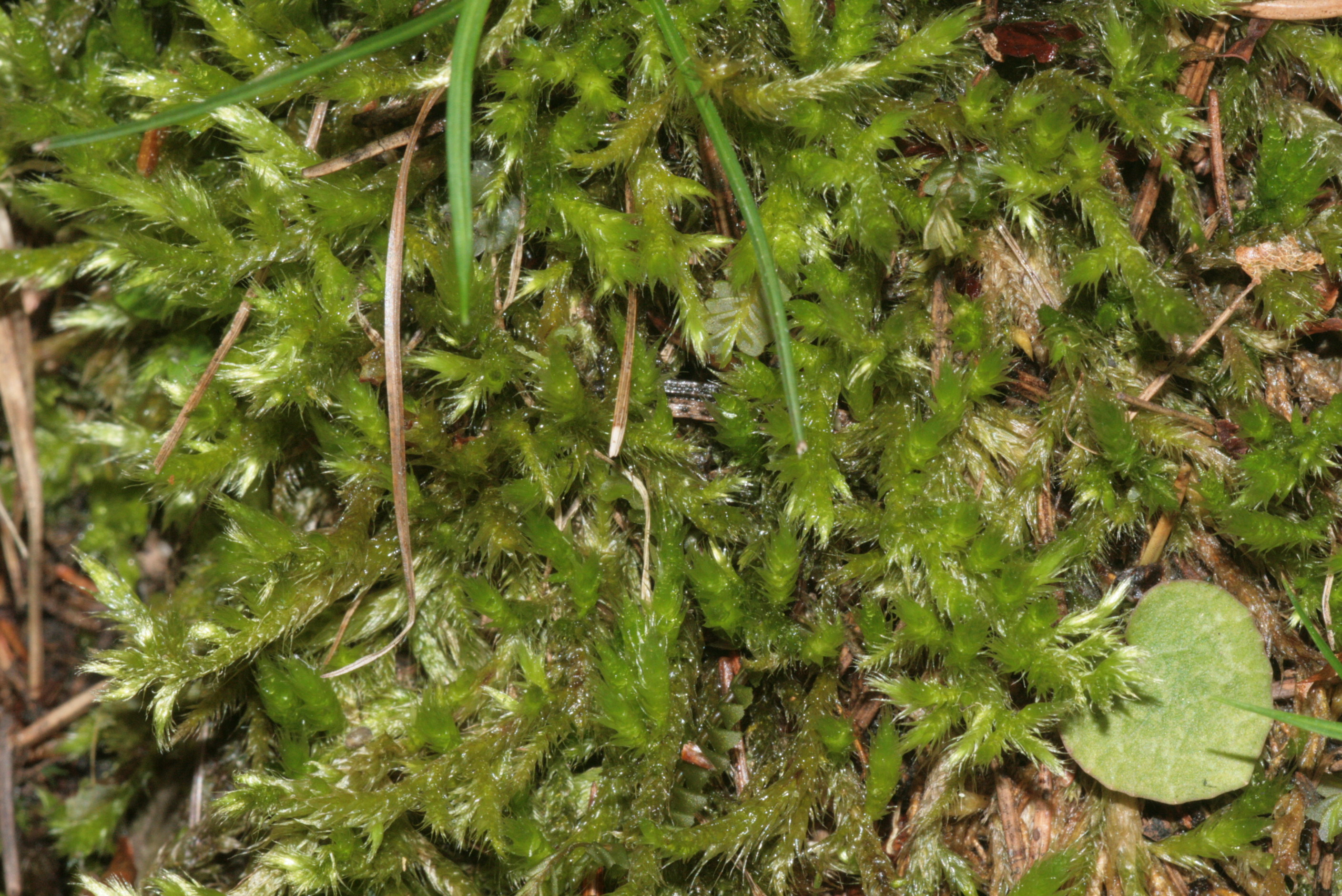
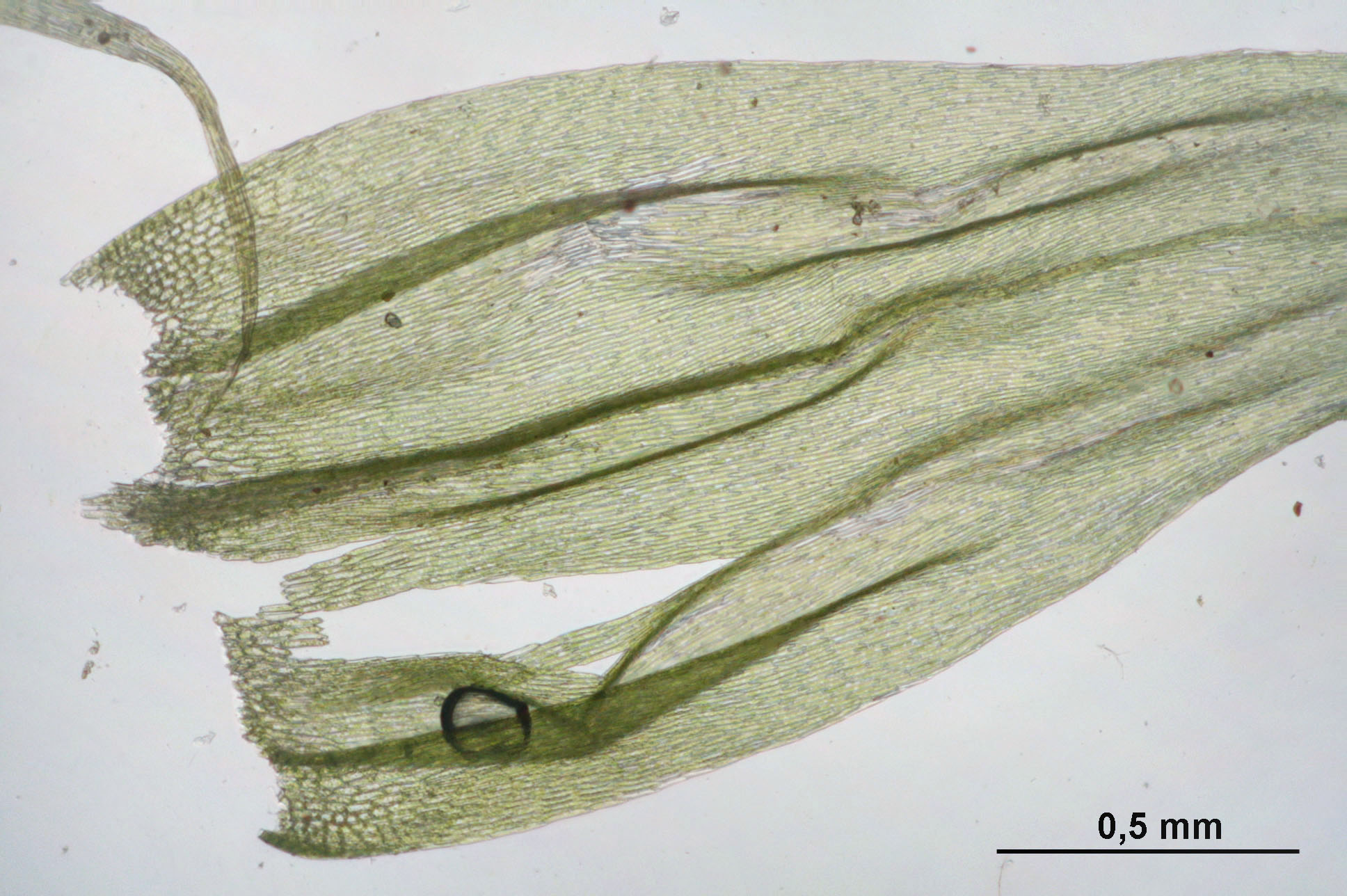
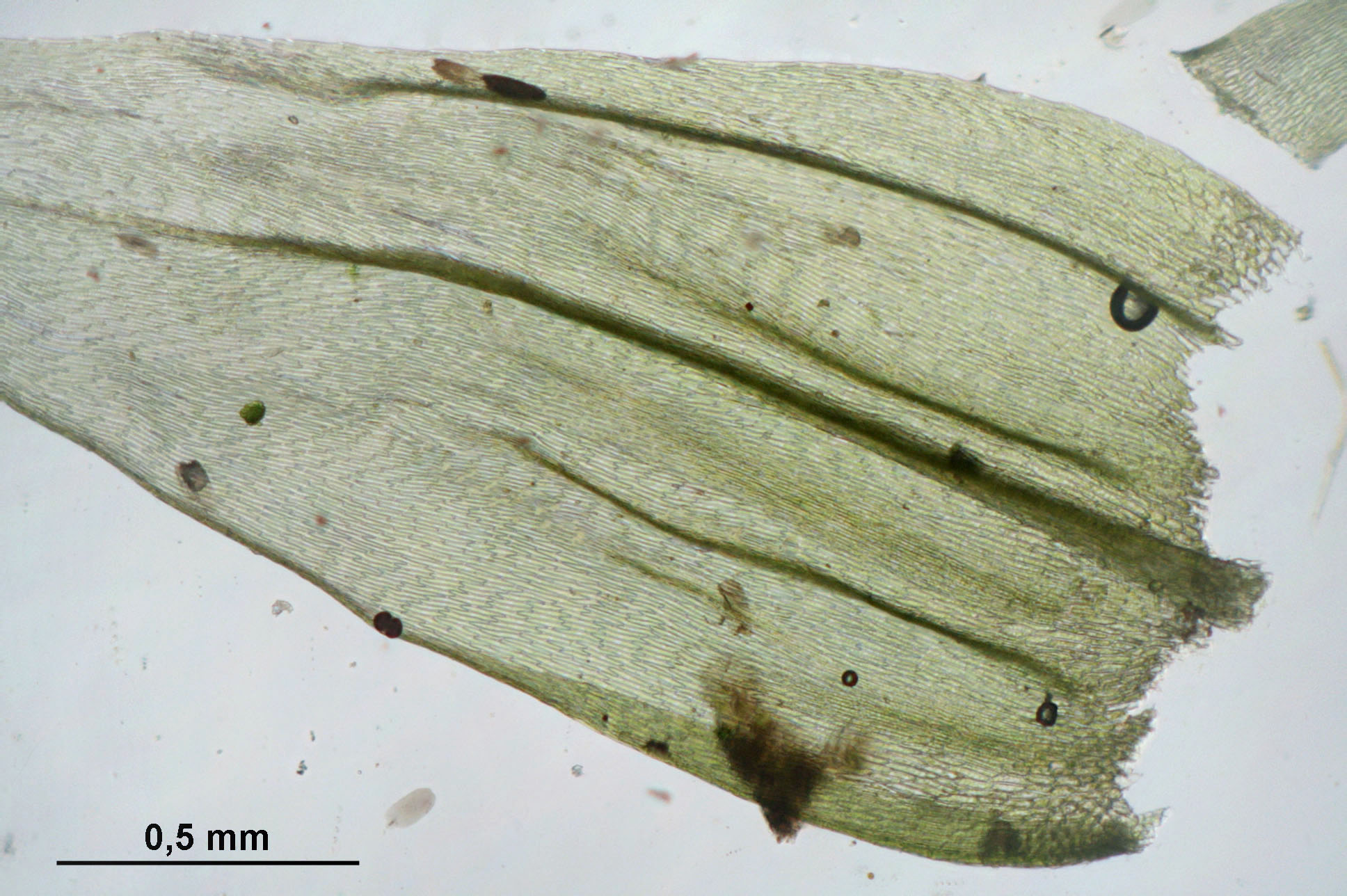